# Аббатуччи, Жан-Шарль
Жан-Шарль Аббатуччи (фр. Jean Charles Abbatucci; 15 ноября 1771 — 2 декабря 1796) — французский  дивизионный генерал, корсиканец,  сын генерала Жак-Пьера Аббатуччи.

## Биография
Образование получил в Меце, в артиллерийской школе.
В 1792 году, во время революционных войн, сражался в рядах Рейнской армии, и, будучи адъютантом генерала Пишегрю, так отличился при переходе через Рейн, что сразу был произведён в бригадные генералы. Моро поручил ему подготовку переправы через Рейн у Келя (24—27 июня 1796 года) и за удачную деятельность произвёл в дивизионные генералы. При осаде эрцгерцогом Карлом тет-де-понов у Келя и Гюнингена Аббатуччи защищал тет-де-пон у Гюнингена. Здесь в ночь с 1 на 2 декабря 1796 года во время ночной вылазки Аббатуччи был тяжело ранен и на следующий день умер. 25-летнему герою генерал  Моро поставил памятник в Гюнингене.
Его племянником был Аббатуччи, Жак-Пьер (1791—1857), государственный деятель, политик, министр юстиции Франции во время Второй империи.